# La fiebre de los ricos
La fiebre de los ricos (Rich Flu en inglés) es una película hispanochilena de habla inglesa de ciencia ficción y thriller de 2024, dirigida por Galder Gaztelu-Urrutia, quien la coescribió con Pedro Rivero Aurre, Sam Steiner y David Desola. Está protagonizada por Mary Elizabeth Winstead, Rafe Spall, Lorraine Bracco, Jonah Hauer-King, Dixie Egerickx, César Domboy, Timothy Spall y Dayana Esebe. Se estrenó en el Festival de Cine de Sitges el 6 de octubre de 2024, y luego se estrenó en cines españoles el 24 de enero de 2025, con distribución de Filmax.

## Trama
Un virus mortal empieza a infectar a las personas más ricas del mundo justo cuando Laura está en su etapa profesional más exitosa y en ascenso. El virus solo parece afectar al principio a los multimillonarios, pero pronto se expande hasta abarcar riquezas más modestas, lo cual obliga a todo el mundo a deshacerse de sus fortunas. El problema es que ya no queda nadie a quien venderlas.La trama de la película coincide con la de la novela "Antidistopía" publicada en 2020. 

## Reparto
- Mary Elizabeth Winstead como Laura Palmer
- Rafe Spall como Toni
- Lorraine Bracco como Martha
- Jonah Hauer-King como Sebastian Snail Jr.
- Dixie Egerickx como Anna
- César Domboy como Christian
- Timothy Spall como Sebastian Snail Sr.
- Dayana Esebe como Yoleen

## Producción
El 3 de febrero de 2022, se anunció que Rosamund Pike protagonizaría el thriller Rich Flu, la cual estaría dirigida por Galder Gaztelu-Urrutia, quien también se encargaría del guion junto a Pedro Rivero. En mayo de 2022, se anunció que Daniel Brühl y Macaulay Culkin también formarían parte del reparto. Originalmente el rodaje de la película comenzó en otoño de 2022; sin embargo, en febrero de 2023 se anunció que los tres actores anteriormente anunciados se habían caído del proyecto debido a problemas de agenda y que el nuevo reparto estaría formado por Mary Elizabeth Winstead, Rafe Spall, Lorraine Bracco, Dixie Egerickx, Timothy Spall, Jonah Hauer-King, César Domboy, Dayana Esebe y Richard Sammel, con Elizabeth Winstead tomando el papel originalmente asignado a Pike. El rodaje de la película tuvo lugar en localidades de Barcelona, Fuerteventura y Senegal.

## Lanzamiento y marketing
En septiembre de 2024, se anunció que Rich Flu tendría su estreno mundial en el Festival de Cine de Sitges el 6 de octubre de 2024. El 4 de octubre de 2024, Filmax lanzó el primer póster de la película y programó su estreno en cines españoles para el 24 de enero de 2025. En noviembre de 2024, Filmax lanzó el tráiler de la película y anunció que su título en España sería traducido a La fiebre de los ricos.